# Scratch (muzyka)

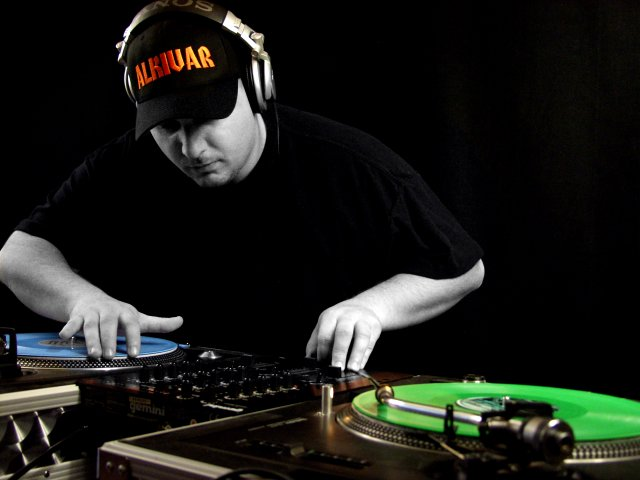
DJ podczas typowego skreczu

Scratch (czyt. skrecz) - dźwięk powstający poprzez drapanie płyty winylowej igłą znajdującą się w gramofonie konsoli DJ-a. Płytę przesuwa się palcami, po półokręgu, do przodu i wstecz pod igłą. Wykorzystywany najczęściej w nagraniach muzyki z gatunku hip-hop oraz tanecznej muzyki elektronicznej, chociaż pojawia się również w innych gatunkach (jest ważnym elementem nu metalu).

## Powstanie
Sam scratch został wynaleziony przez Grand Wizard Theodore'a, jak się mówi - zupełnie przez przypadek. Pewnego razu, gdy młody Wizard głośno słuchał muzyki w swoim pokoju, matka zwróciła mu na to uwagę. Theodore zatrzymał ręką grającą płytę, aby porozmawiać z matką. Tak powstał podstawowy scratch - tzw. Baby scratch. Baby scratch stanowi podstawę każdego innego scratchu. Można tu wymienić niektóre ich podstawowe rodzaje:

## Rodzaje
Baby Scratch – najprostszy scratch, będący podstawą pozostałych odmian. Wykonuje się go tylko za pomocą jednej ręki, crossfader nie jest używany. Płytą porusza się powoli pod igłą, w przeciwnym wypadku powstanie scribble scratch.
Tear Scratch - podobnie jak baby scratch, wykonywany jest bez crossfadera. Ten typ scratchu tworzony jest za pomocą 3 ruchów. Dźwięk jest dzielony na trzy części w przód – w przód – w tył lub w tył – w tył – w przód
Scribble Scratch - jest to scratch podobny do baby  scratch. Różnica polega na tym, że  scribble scratch jest wykonywany szybciej i składa się z wielu powtórzeń w przód i w tył.
Forward scratch - polega na wyciszaniu tzw. crossfaderem na mixerze dźwięku, który powstaje podczas ruchu ręki znajdującej się na płycie - w tył, pozostawiając tylko dźwięk w przód. Stąd nazwa. Analogicznie istnieje backward scratch.
Chirp Scratch - wynaleziony przez DJ Jazzy Jeffa trik, polega na wyciszaniu momentów, gdy ręka na płycie zmienia kierunek biegu z "do przodu" - na "w tył" i na odwrót. Do podstawowej odmiany chirpa używa się próbek dźwięku zaczynających się nagle, co sprawia, że wystarczy ciąć tylko w jedną stronę.
Flare Scratch - jest to sztuczka podobna do chirp scratch'a, lecz aby ją wykonać należy dźwięk w przód podzielić na 2 fragmenty, ruch do tyłu pozostawiając bez zmian. Opisana wyżej "flara" jest podstawową odmianą - jest to tzw. 1 click flare. We flarach cięć do tyłu jest zawsze o jedno mniej niż do przodu. Czyli w 2 click flare dźwięk w przód dzieli się na 3 dźwięki, w tył - na 2, itd. Stopień skomplikowania triku zależy od umiejętności turntablisty.
Transform Scratch - 
Spopularyzowany dzięki kreskówce The Transformers. Rozpoczyna się na zamkniętym crossfaderze i polega na bardzo wolnym poruszaniu płyty, przy jednoczesnym otwarciu crossfadera i ponownym jego zamknięciu. Flare scratch jest bardzo podobny, z tą różnicą, że zaczyna się na otwartym crossfaderze.
Tweedle Scratch - polega on na szybkim pukaniu palcami wskazującym i środkowym w crossfader, jednocześnie używając kciuka jako amortyzatora. Mówiąc prościej - każde puknięcie palca włącza (bądź wyłącza - zależy na jakim ustawieniu crossfadera się gra) dźwięk. Jest on automatycznie wyciszany poprzez odbijający kciuk.
Crab Scratch - Został wynaleziony przez DJ-a Q-berta i Mix Master Mike'a. Jest to rozszerzenie tweedle scratch'a. Różnica polega na tym, że zamiast szybkiego pukania dwoma palcami, należy przejechać wszystkimi czterema, po crossfaderze który jest amortyzowany przez kciuk. W ten sposób można uzyskać bardzo szybkie cięcie niemożliwe do uzyskania poprzez pracę nadgarstka.
Orbit Scratch - wbrew temu co sądzi wielu, nie jest to konkretny scratch, lecz odmiana, polegająca na zrobieniu tych samych ewolucji z dźwiękiem podczas ruchu w przód jak i w tył. Przykładowo 1 click flare orbit będzie to cięcie każdego ruchu na 2 części, itp.
Tweak Scratch - 
Wynaleziony przez DJ Mix Master Mike'a, polega na przyśpieszaniu i zwalnianiu prędkości obrotu płyty, podczas gdy jest ona odtwarzana. Najlepsze efekty uzyskuje się używając wolnych fragmentów z długim przedźwiękiem.
Współczesny turntablism osiąga coraz bardziej rozbudowane formy. Scratchowe sztuczki powstają przez połączenie umiejętności, szybkości, wyobraźni i pomysłowości DJ-a oraz różnych ewolucji na gramofonach.